# Пропилен
Пропиле́н (пропе́н, метилэтиле́н, химическая формула — C3H6) — органическое соединение, относящееся к классу непредельных углеводородов — алкенов (олефинов).
При нормальных условиях, пропилен — это бесцветный газ со слабым неприятным запахом.

## Химические свойства
Пропилен обладает широким набором химических свойств, которые определяются наличием двойной углерод-углеродной связи. Прежде всего, пропилен склонен к реакциям присоединения с разрывом π-связи. Эти превращения часто протекают по гетеролитическому типу и относятся к реакциями электрофильного присоединения.

### Реакции присоединения
1. Гидрирование. Пропилен вступает в реакцию с водородом в присутствии типичных катализаторов, например никеля или платины.
{\displaystyle {\mathsf {CH_{3}CH\!\!=\!\!CH_{2}+H_{2}{\xrightarrow[{}]{Ni}}CH_{3}CH_{2}CH_{3}}}.}
2. Пропилен реагирует с галогеноводородами и серной кислотой, давая продукт присоединения по двойной связи (галогенпропан или изопропилсульфат). Пропилен является несимметричным алкеном, поэтому при присоединении этих реагентов он может давать два изомерных продукта, из которых (согласно правилу Марковникова) преобладает более замещённый галогенид или эфир.
{\displaystyle {\mathsf {CH_{3}CH\!\!=\!\!CH_{2}+HCl\rightarrow CH_{3}CHClCH_{3}(+CH_{3}CH_{2}CH_{2}Cl)}}.}
3. По аналогичной схеме в присутствии кислотного катализатора пропилен реагирует с водой, давая изопропиловый спирт.
{\displaystyle {\mathsf {CH_{3}CH\!\!=\!\!CH_{2}+H_{2}O{\xrightarrow[{}]{H^{+}}}CH_{3}CH(OH)CH_{3}(+CH_{3}CH_{2}CH_{2}OH)}}}
4. Галогенирование. Пропилен быстро реагирует с галогенами, давая дигалогениды. Быстрее всего в реакцию вступает фтор (со взрывом), медленно реагирует иод. В присутствии посторонних нуклеофилов, кроме дигалогенидов, могут получаться также продукты сопряжённого присоединения.
{\displaystyle {\mathsf {CH_{3}CH\!\!=\!\!CH_{2}+Cl_{2}\rightarrow CH_{3}CHClCH_{2}Cl}},}
{\displaystyle {\mathsf {CH_{3}CH\!\!=\!\!CH_{2}+Cl_{2}{\xrightarrow[{}]{H_{2}O}}CH_{3}CH(OH)CH_{2}Cl}}.}
5. Пропилен вступает в реакции оксосинтеза, образуя масляный и изомасляный альдегиды, а при повышенной температуре — соответствующие им спирты (бутиловый спирт и изобутиловый спирт).
{\displaystyle {\mathsf {CH_{3}CH\!\!=\!\!CH_{2}+CO+H_{2}{\xrightarrow[{}]{Co}}CH_{3}CH_{2}CH_{2}CHO+(CH_{3})_{2}CHCHO}}.}

### Реакции окисления
Для пропилена характерен ряд реакций окисления. При взаимодействии с раствором перманганата калия в слабощелочной среде он превращается в пропиленгликоль. Оксид хрома(VI) расщепляет алкены по двойной связи с образованием кетонов и карбоновых кислот. Аналогичному расщеплению пропилен подвергается в условиях реакции озонолиза.
{\displaystyle {\mathsf {CH_{3}CH\!\!=\!\!CH_{2}{\xrightarrow[{}]{KMnO_{4},H_{2}O}}CH_{3}CH(OH)CH_{2}OH}}.}
При взаимодействии с надкислотами пропилен даёт оксид пропилена. Аналогичная реакция протекает и с кислородом воздуха в присутствии серебряного катализатора.

### Реакции полимеризации
Пропилен вводят в радикальную полимеризацию, получая атактический полипропилен высокого давления, имеющий нерегулярное строение. Напротив, координационная полимеризация пропилена на катализаторах Циглера — Натты даёт изотактический полипропилен низкого давления, имеющий более высокую температуру размягчения.

### Реакции по аллильному положению
Пропилен вступает в реакции по аллильному положению. При 500 °С он хлорируется, образуя аллилхлорид.
{\displaystyle {\mathsf {CH_{3}CH\!\!=\!\!CH_{2}+Cl_{2}{\xrightarrow[{}]{t}}CH_{3}CH\!\!=\!\!CHCl+HCl}}.}

## Лабораторное получение
1. В лабораторных условиях пропилен получают стандартными методами получения алкенов. Так, пропилен можно получить дегидратацией пропилового или изопропилового спирта нагреванием в присутствии серной кислоты.
{\displaystyle {\mathsf {CH_{3}CH(OH)CH_{3}{\xrightarrow[{}]{H^{+}}}CH_{3}CH\!\!=\!\!CH_{2}+H_{2}O}}.}
2. Пропилен получают из галогенидов путём отщепления галогеноводорода или из дигалогенидов путём отщепления галогена.
{\displaystyle {\mathsf {CH_{3}CHBrCH_{3}{\xrightarrow[{}]{KOH}}CH_{3}CH\!\!=\!\!CH_{2}+KBr+H_{2}O}},}
{\displaystyle {\mathsf {CH_{3}CHClCH_{2}Cl{\xrightarrow[{}]{Zn}}CH_{3}CH\!\!=\!\!CH_{2}+ZnCl_{2}}}.}
Пропин можно частично гидрировать до пропилена в присутствии отравленных катализаторов.
{\displaystyle {\mathsf {CH_{3}C\!\!\equiv \!\!CH+H_{2}{\xrightarrow[{}]{Pd,PbCO_{3}}}CH_{3}CH\!\!=\!\!CH_{2}}}.}

## Промышленное производство
В течение долгого времени пропилен получали как побочный продукт в процессах парового и каталитического крекинга углеводородов. С 1990-х годов заводы парового крекинга переориентировались на производство этилена, в ходе которого пропилен как побочный продукт не образуется. Соответственно, компенсация этого процесса происходит за счёт методов целевого получения пропилена. В некоторых регионах эти методы оказываются более выгодными за счёт дешёвого сырья.

### Побочный продукт в производстве этилена
В процессе производства этилена методом крекинга в депропанизаторе выделяется безводная, обессеренная фракция C3, которая содержит пропан, пропилен, пропадиен и пропин, а также следы углеводородов С2 и С4. Доля пропадиена и пропина может достигать 8 мол. %, поэтому эту фракцию селективно гидрируют на палладиевых катализаторах, рассчитывая количество водорода так, чтобы превратить углеводороды C3H4 в C3H6, но не позволить пропену превратиться в пропан. При жидкофазном гидрировании эту стадию контролируют парциальным давлением водорода, а при газофазном гидрировании — регулированием температуры в пределах 50—120 °С. При необходимости пропилен затем очищают от пропана в специальной колонне.

### Побочный продукт нефтепереработки
Пропилен, получаемый при нефтепереработке, также образуется в ходе процессов крекинга, однако эти процессы существенно отличаются от получения этилена паровым крекингом, так как используется другое сырьё, а процессы проводятся с другой целью. Для получения пропилена основным процессом является жидкостный каталитический крекинг (англ. fluid catalytic cracking), в котором катализатор используется в виде кипящего слоя. В ходе этого процесса тяжёлый газойль превращается в бензин и лёгкий газойль. При этом пропилен получается в количестве 3 %, однако его долю можно повысить до 20 % путём модификации катализатора.
Пропилен также является побочным продуктом термического крекинга и образуется в процессе коксования и висбрекинга. В случае коксования остаток от перегонки сырой нефти в жёстких условиях разлагают до газойля, кокса, бензина и крекинг-газа (6—12 % последнего). В этом крекинг-газе присутствует фракция С3 в количестве 10—15 мол. %, из которой и получают пропилен. При висбрекинге происходит более мягкий крекинг, нацеленный на уменьшение вязкости смеси. При этом также образуется небольшое количество крекинг-газа.

### Целевое получение пропилена
В связи с изменением структуры производства пропилена всё большее значение приобретают методы его целевого получения. В США доступность дешёвого пропана, получаемого из сланцевого газа, привела к разработке экономичных методов дегидрирования пропана до пропилена. Аналогичная ситуация наблюдается и в Саудовской Аравии, которая имеет запасы дешёвого пропана. Другим способом промышленного синтеза пропилена является метатезис этилена и бутена-2. Он особенно перспективен при наличии источников дешёвого бутена и этилена. Наконец, пропилен можно получать из угля: путём газификации синтезируется метанол, который затем превращается в этилен и пропилен.

#### Дегидрирование пропана
Дегидрирование пропана — это эндотермическая реакция, которую проводят в присутствии платиновых и хромовых катализаторов на специальных носителях. Селективность этой реакции составляет 85-92 %. Согласно принципу Ле-Шателье, выход пропилена повышается при увеличении температуры и уменьшении давления. Однако высокая температура приводит к побочному процессу разложения пропана на метан и этилен, а также к образованию пропадиена. Поэтому дегидрирование пропана проводят при 500—700 °С и атмосферном (или чуть более низком) давлении.
{\displaystyle {\mathsf {CH_{3}CH_{2}CH_{3}{\xrightarrow[{}]{t,cat}}CH_{3}CH\!\!=\!\!CH_{2}+H_{2}}}.}
Существует несколько реализаций этого процесса под названиями Oleflex, Catofin и STAR. Они отличаются друг от друга устройством реакторов, применяемыми катализаторами и методами регенерации катализаторов. В некоторых случаях пропан дополнительно разбавляют водородом или паром, чтобы снизить его парциальное давление.

#### Метатезис
Метатезис алкенов представляет собой химический процесс, в котором две молекулы алкенов перегруппировываются, формально обмениваясь друг с другом заместителями. Соответственно, к пропилену в такой схеме приводит метатезис бутена-2 и этилена.
{\displaystyle {\mathsf {CH_{3}CH\!\!=\!\!CHCH_{3}+CH_{2}\!\!=\!\!CH_{2}{\xrightarrow[{}]{WO_{3}}}2CH_{3}CH\!\!=\!\!CH_{2}}}.}
В 1960-е годы этот процесс проводился в обратную сторону: компания Phillips проводила так называемый триолефиновый процесс, превращая пропен в бутен-2 и этилен с целью получения последнего. В 1972 году это производство было остановлено в связи с ростом потребности в пропилене. С тех пор процесс проводится в сторону образования пропилена; его доля в производстве пропилена составляет 3 %.

#### Крекинг и интерконверсия алкенов
В данном процесс смеси алкенов пропускают над катализатором с целью перераспределения соотношения между компонентами. Условия подбирают таким образом, чтобы основным компонентом этой смеси стал пропилен. Исключительно этот метод используют лишь немногие заводы: более экономично использовать его в комбинации с другими подходами.

#### Производство из метанола
Исходным сырьём в этом методе является газ либо уголь. Сначала их превращают в синтез-газ, который затем превращают в метанол. Метанол затем превращается в этилен и пропилен. Соотношение этилена и пропилена можно регулировать от примерно равных количеств до селективного получения пропилена с выходом 70 %:
{\displaystyle {\mathsf {CH_{4}+0,5O_{2}\rightarrow CO+2H_{2}}},}
{\displaystyle {\mathsf {C+H_{2}O\rightarrow CO+H_{2}}},}
{\displaystyle {\mathsf {CO+2H_{2}\rightarrow CH_{3}OH}},}
{\displaystyle {\mathsf {CH_{3}OH\rightarrow CH_{2}+H_{2}O}},}
{\displaystyle {\mathsf {2CH_{2}\rightarrow C_{2}H_{4}}},}
{\displaystyle {\mathsf {3CH_{2}\rightarrow C_{3}H_{6}}}.}

### Экономические аспекты
Большая часть производственных мощностей по пропилену сосредоточена в Европе, Северной Америке и Азии. По состоянию на 2011 год в мире производилось более 78 млн тонн пропилена. Из этого количества 58 % приходилось на заводы по производству этилена паровым крекингом, 32 % — на заводы по каталитическому крекингу нефти, 10 % — на целевой синтез пропилена.

## Хранение и транспортировка

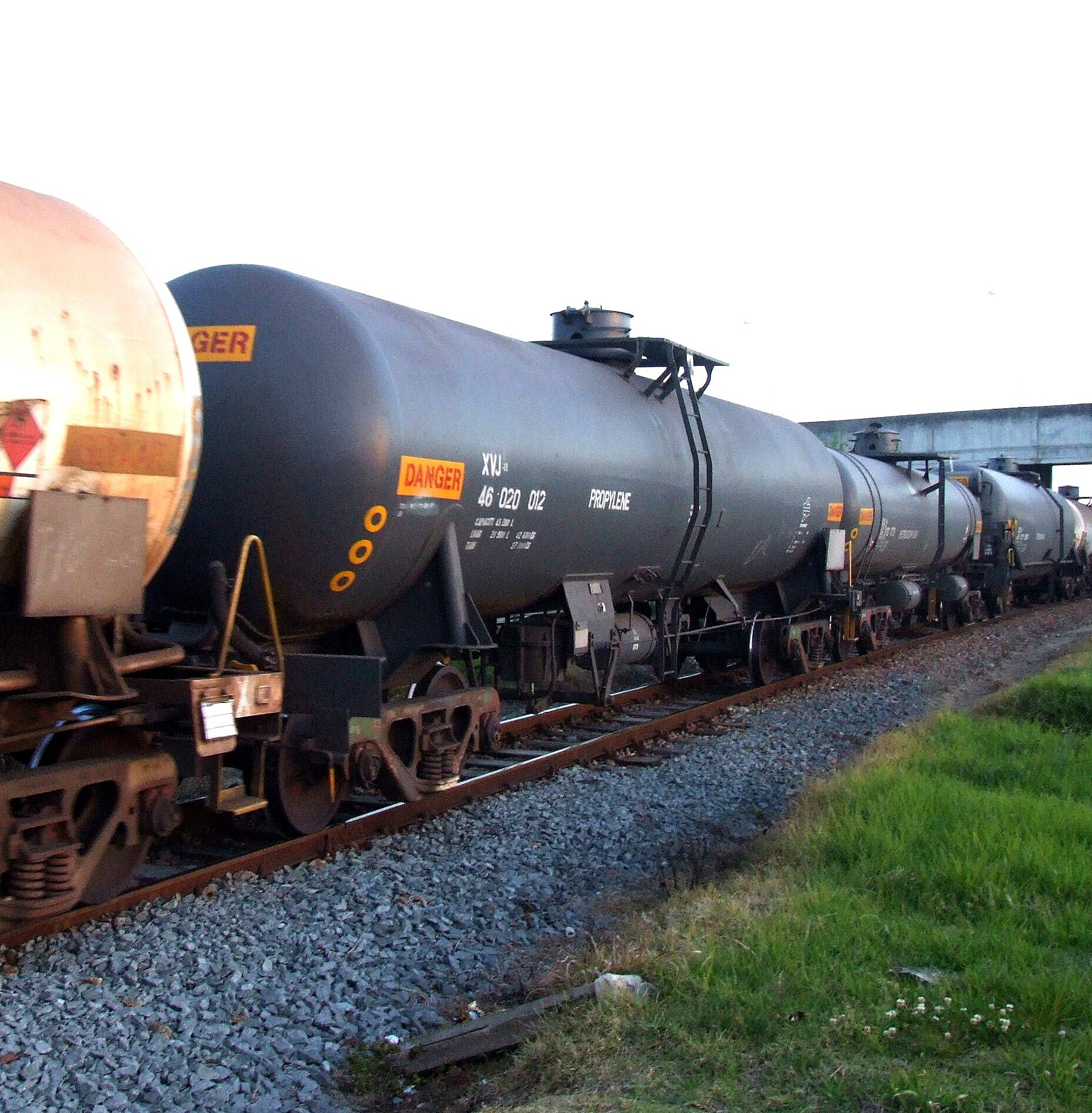
Цистерна с пропиленом

Большая трубопроводная сеть для пропилена существует в США (штаты Техас и Луизиана); также небольшая сеть есть в странах Бенилюкса. В остальных странах пропилен перемещают по автодорогам, железной дороге или по морю, что приводит к необходимости иметь большие склады как на стороне производителя, так и на стороне потребителя.
При обычных температурах жидкий пропилен хранят под давлением в цистернах до 20 м в диаметре. Также его можно хранить в больших количествах без давления при температуре −47 °С. По железной дороге пропилен перемещают под давлением: в стандартную цистерну помещается 42 т пропилена. По автодорогам можно перевезти 20 т пропилена, поскольку суммарный вес автомобиля ограничен 40 т. По морю перевозят как небольшие цистерны под давлением, так и сжиженный пропилен при низкой температуре.

## Применение
| Продукт             | Расходование пропилена, % |
| ------------------- | ------------------------- |
| Полипропилен        | 63,9                      |
| Окись пропилена     | 7,7                       |
| Акрилонитрил        | 7,1                       |
| Кумол               | 5,6                       |
| Акриловая кислота   | 3,6                       |
| Изопропиловый спирт | 1,6                       |
| Другие              | 10,5                      |

В 1990-е годы сферы использования пропилена изменились, поскольку его цена возросла и в некоторых местах возникла его нехватка. Соответственно, практически прекратилось его использование, связанное со сжиганием; кроме того, пропилен начали выделять из фракций крекинга при любой возможности.
Для использования в промышленности пропилен выпускается с тремя степенями чистоты:
- нефтехимический пропилен (50—70 % пропилен в пропане) получают в процессах крекинга; такой пропилен используют в производстве сжиженного нефтяного газа, как присадку для повышения октанового числа моторных топлив и в некоторых химических синтезах;
- химически чистый пропилен используют для промышленного синтеза некоторых продуктов;
- пропилен для полимеризации содержит минимальные количества примесей, способных отравлять катализаторы полимеризации[25].

По состоянию на 2013 год большая часть пропилена (около 2/3) расходуется на получение полипропилена — полимера, занимающего 25 % среди всех пластмасс.
Также из пропилена получают оксид пропилена, акриловую кислоту, акрилонитрил, пропиленгликоль и кумол. Производство полипропилена и акриловой кислоты возрастает, поэтому ожидается повышение спроса на пропилен.

## Токсическое действие
Как и другие алкены, пропилен действует на животных как сильный наркотик, хоть это воздействие обнаруживается при концентрациях пропилена в воздухе порядка десятков процентов. Минимальная наркотическая концентрация в смеси с воздухом или кислородом составляет около 40—50 % (мыши, крысы, кошки, собаки). Концентрация 65—80 % для животных летальна. Человек ощущает запах пропилена в концентрации свыше 0,0173—0,024 мг/л. При концентрации в воздухе 15 % человек теряет сознание через 30 мин, при 24 % — через 3 мин, при 35—40 % — через 20 с.